# D'Arnauds baardvogel
De D'Arnauds baardvogel (Trachyphonus darnaudii) is een van de veelvoorkomende baardvogels uit Oost-Afrika. Deze vogel is genoemd naar de Franse ingenieur en natuuronderzoeker Joseph Pons d'Arnaud (1811-1884).

## Kenmerken
De geslachten hebben allebei hetzelfde verenkleed: een bijna effen gele kop met een donker lijf met witte spikkels. De snavel is redelijk dik en zijn poten zijn grijs van kleur. Op de onderkant van de staart is een roodoranje vlek te zien, net als bij de grote baardvogel. Hij wordt 20 cm groot en weegt dan 30 g.

## Leefwijze
De soort leeft vooral op de grond; hij hipt over kale grond of in het gras. Zijn voedsel vindt hij in lage struiken en bomen, dat zijn insecten, vruchten en zaden. Het is een algemene standvogel in gebieden met graslanden.
Hij heeft de reputatie niet schuw te zijn. Deze vogel zingt in duet, daarbij zetten de vogels de kruinveren op en steken af en toe de staart omhoog. Het repertoire omvat verschillende geluiden, waaronder alarmkreten.

## Voortplanting
Ze leven in paren of familiegroepjes bestaande uit een broedpaar en ondergeschikte vogels die helpen bij het opvoeden van de jongen. Broedparen verdedigen hun territorium fel en doen dat door hun duetzang. Beide ouders maken samen een verticale nestgang in de grond. De nestkamer wordt bekleed met gras. Tijdens de balts maken de dieren hun staart breed en zwaaien hem heen en weer ook knikken ze met de kop en vegen de snavel af.

## Verspreiding en leefgebied
Deze standvogel komt voor in Oost-Afrika in graslanden met verspreid staande bomen, struwelen en lichte bossen met open structuur.
De soort telt drie ondersoorten:
- T. d. darnaudii: van zuidoostelijk Soedan en zuidwestelijk Ethiopië tot westelijk Centraal-Kenia.
- T. d. boehmi: van oostelijk en zuidelijk Ethiopië tot zuidelijk Somalië, oostelijk Kenia en noordoostelijk Tanzania.
- T. d. emini: centraal en oostelijk Tanzania.